# レフト&ライト
『レフト&ライト』（Left & Right）は、アメリカ合衆国のジャズ・ミュージシャン、ローランド・カークが1968年に録音、1969年にアトランティック・レコードから発表したスタジオ・アルバム。

## 解説
16人編成のストリングス・セクションと共演したアルバムで、「ブラック・ミステリー・ハズ・ビーン・リヴィールド」のストリングス・アレンジはカーク自身、LPのB面に収録された曲のストリングス・アレンジはギルバート・フラーによる。「エクスパンションズ」は20分近くに及ぶ組曲で、「Kingus Mingus」はチャールズ・ミンガス、「Frisco Vibrations」はサンフランシスコの人々、「Hayne's Brains' Sayin's」はロイ・ヘインズに捧げられている。なお、ヘインズはLPのB面に収録された6曲でドラムスを担当した。
Thom Jurekはオールミュージックにおいて5点満点中4.5点を付け、「エクスパンションズ」に関して「荒々しいほど野心的な上にスウィングしている、コルトレーンの次世代の組曲」「ビリー・ストレイホーンの"A Flower Is a Lovesome Thing"や、"Quintessence"といった曲の傑出した解釈もあるとはいえ、この組曲こそアルバムの目玉であり代表曲である」と評している。

## 収録曲
特記なき楽曲はローランド・カーク作。オリジナルLPでは1. 2.がA面、3. - 8.がB面に収録されていた。
1. ブラック・ミステリー・ハズ・ビーン・リヴィールド - "Black Mystery Has Been Revealed" - 1:18
2. エクスパンションズ - "Expansions" - 19:37
  - A. Kirkquest
  - B. Kingus Mingus
  - C. Celestialness
  - D. A Dream of Beauty Reincarnated
  - E. Frisco Vibrations
  - F. Classical Jazzical
  - G. Ellington Psalms
  - H. Hayne's Brains' Sayin's
  - I. What's Next - Overture
3. レイディーズ・ブルース - "Lady's Blues" - 3:46
4. IXラヴ - "IX Love" (Charles Mingus) - 3:40
5. ホット・チャ - "Hot Cha" (Willie Woods) - 3:23
6. クィンテッセンス - "Quintessence" (Quincy Jones) - 4:11
7. アイ・ウェイテド・フォー・ユー - "I Waited for You" (Gil Fuller, Dizzy Gillespie) - 2:53
8. ア・フラワー・イズ・ザ・ラヴサム・シング - "A Flower is a Lovesome Thing" (Billy Strayhorn) - 3:56

## 参加ミュージシャン

### ブラック・ミステリー・ハズ・ビーン・リヴィールド
- ローランド・カーク - ナレーター、クラリネット、オルガン、ストリングス・アレンジ

+ストリングス・セクション

### エクスパンションズ
- ローランド・カーク - テナー・サクソフォーン、フルート、マンツェロ、ストリッチ、チェレステ、サム・ピアノ他
- アリス・コルトレーン - ハープ
- リチャード・ウィリアムズ - トランペット
- ディック・グリフィン - トロンボーン
- ベニー・パウエル - バストロンボーン
- ペッパー・アダムス - バリトン・サクソフォーン
- ダニエル・ジョーンズ - バスーン
- ロン・バートン - ピアノ
- スティーヴ・ノヴォセル - ベース
- ジミー・ホップス - ドラムス
- ジェラルド・ブラウン - パーカッション
- ウォーレン・スミス - パーカッション
- ジョー・テキシドール - サウンド・カラーリング

### その他の楽曲
- ローランド・カーク - フルート(on #3)、テナー・サクソフォーン(#4, #5, #7)、マンツェロ(on #5, #6)、ストリッチ(on #8)
- ギルバート・フラー（英語版） - ストリングス・アレンジ
- フランク・ウェス - 木管楽器
- ジュリアス・ワトキンス - フレンチ・ホルン
- ジェイムス・バフィントン - フレンチ・ホルン
- ロン・バートン - ピアノ
- スティーヴ・ノヴォセル - ベース
- ロイ・ヘインズ - ドラムス
- ウォーレン・スミス - パーカッション、ヴィブラフォン

+ストリングス・セクション